# Mahmoud El Ali
Mahmoud El Ali (Beirut, 4 marzo 1984) è un calciatore libanese, di ruolo attaccante.

## Carriera

### Club
Ha giocato nel campionato libanese ed in quello indonesiano.

### Nazionale
Ha debuttato in nazionale nel 2007.